# João Wesley de Souza
João Wesley de Souza (Guaçuí), 13 de maio de 1957) é um escultor, artista multimídia, colecionador e teórico da arte brasileiro.
Arquiteto, artista visual e teórico da arte. Mestre em linguagens Visuais, Produção e Pesquisa em Arte e Doutor em Arte. Escultor pela Oficina de Escultura do Museu do Ingá em Niterói onde Estudou com Haroldo Barroso Beltrão. Gravador pela Oficina Gravura do Museu do Ingá, também em Niterói onde estudou com Ana Letícia Quadros. Estudou na Kungl. Konsthögskolan com Carl Magnus, Estocolmo, Suécia. No Mestrado em Linguagens Visuais da Escola de Belas Artes da UFRJ, estudou com Carlos Zílio e Lygia Pape. Em 2003 ingressa no Departamento de Artes Visuais da Universidade Federal do Espírito Santo, UFES, onde leciona Plástica, Escultura, Cerâmica e Filosofia da Arte. Em 2010 ingressa no Doutorado em Artes na Universidade de Granada, UGR, Espanha onde estuda com Santiago Vera Cañizares. Em 2014 faz período de pesquisa em arte pública na Facultat Gestaltung, Bauhaus, Weimar, Alemanha com Karl Schawelka. Em 2020 Inaugura o projeto “Finca Tarumã – Arte na paisagem”, onde desenvolve projetos de arte contemporânea inscritos na paisagem do Caparaó, Ibitirama, ES. Brasil.
Mesmo tendo estudado com artistas representativos de variadas correntes estéticas, João Wesley de Souza não se filiou a nenhuma. Suas obras que variam entre esculturas, instalações, arte cinética e videoart, estiveram presentes e representadas em exposições pelo mundo, como no Projeto Macunaíma, Funarte, Rio de Janeiro, em 1990. Kinetich Object, Tembonhallen Konstacademien, Estocolmo Suécia, 1996. Maquinas de Arte, Arte e cotidiano, A técnica, Centro Cultural ITAÚ, São Paulo, 1999. Dialeto, Centro Municipal de Arte Helio Oiticica, RJ, 2001. En Matiére de Natur, Maison de L’Amérique Latine, Paris, 2002. Naturblic, Brasilianisches Kulturinstitut in Deutschland, Berlim. 2002. 8º Salão  Bienal do mar, Vitória ES, 2009. Transcendências, Palácio Anchieta, Vitória ES, 2011. Inmateriales, Galeria La Corala de Santiago, Granada Espanha, 2013. Desenvolveu o projeto de longa duração “MOVIE – Una experiência con el tiempo” que foi montado como uma videoinstalação no Centro Cultural Clavijero, Morelia, México, 2017, que também participou de festivais de vídeo experimental na Espanha, Archidona - Muestra de Cine Andaluz y del Mediterráneo 2013. Itália, Magmart, Video under volcano, Milano, 2016. VIDEOFEST2K16, Baja Califórnia, Méxicali e Tijuana, México, 2016.  The Americas Film Festival of New York, EUA 2016. Expression Art Movie Festival, Los Angeles, EUA, 2017.

## Exposições
```
 Exposições:
```

- 1998 Drang, Galeria do Poste Arte Contemporânea, Niterói
- 1989 João Wesley de Souza, Galeria de Arte do IBEU, Copacabana, Rio de Janeiro
- 1991 João Wesley de Souza, Galeria Espaço Alternativo, IBAC-FUNART, Rio de Janeiro
- 1992 Instalação Cinética, Galeria de Arte UFF, Niterói
- 1993 Kinetic Objects, Tengbonhallen, Konstakademien, Estocolmo
- 1995 Instalação Cinética, Museu de Arqueologia de Itaipu, Niterói
- 2001 Um Desejo Para Trindade, Galeria Centro Cultural Candido Mendes de Ipanema, Rio de Janeiro
- 2007 Liquid Light, Galeria de Arte Espaço Universitário, GAEU, Vitória
- 2013 Inmateriales, Corrala de Santiago, Granada
- 2017 Proyecto MOVIE, Una experiencia con el tiempo, Centro Cultural Clavijero, Morelia
- 1990 Salão Nacional de Arte Contemporânea da UFRGS, Porto Alegre
- 1990 Salão Macunaíma 90, Funarte, Rio de Janeiro
- 1992 Luiz Carlos de Carvalho, Desirée Monjardim e João Wesley, galeria do Centro Cultural Paschoal Carlos Magno, Niterói
- 1996 48 Contemporâneos,Galeria de Arte da Igrejinha de São Francisco, Niterói
- 1999 Cotidiano/Arte. A Técnica, Itaú Cultural, São Paulo
- 2001 Panorâmica 2001. Centro Cultural Candido Mendes de Ipanema, Rio de Janeiro
- 2002 Naturblicke,  pintura, instalação e objetos, Brasilianisches Kulturinstitut in Deutschland, Berlim
- 2002 En matière de nature, Maison de L'Amérique Latine, Paris
- 2002 Matéria de Natureza, Solar Grandjean de Montigny, Rio de Janeiro
- 2002 Niterói Arte Hoje, Museu de Arte Contemporânea de Niterói,MAC, Niterói
- 2005 Experiência e Duração, Oficina de Escultura do Museu do Ingá. Galerias da Caixa Cultural, Rio de Janeiro
- 2008 8º Salão Bienal do Mar – Prêmios de intervenções no espaço público, Vitória
- 2014 De um céfiro fecundo. Galerias Del Hospital Real, Granada
- 2016 Videofest2k16, Bienal internacional de cine contemporâneo, Mexicali
- 2017 MOVIE, Video Under Volcano, Milão
- 2017 Atelier Contágio, Campinas
- 1917 Urubu Rei – Ocupação e artes eco-lógicas, Espaço Goma, Campinas
- 2017 MOVIE, The Americas film festival of New York, EUA, Nova York
- 2019 Recorridos, Ruta Artística, La Zubia, Granada

## Artigos Publicados
- Proyecto Movie – Una experiencia con el tiempo[1]. Revista Nuevo Humanismo,  Vol. 4 Núm.1,  2016.
- The body in the transit between the Presence and Absence in Rosana Paste[2]. Revista Gama nº11, 2018.
- La Investigación en red: Parámetros, discrepancias y convergencias[3]. Revista Mercosur, nº5,  2018.
- A impossibilidade Minimal na obra de Jose Carlos Villa[4]r. Revista Estúdio, nº 20, 2017.
- El Nihilismo como punto de inflexión en el proceso de la enseñanza artística[5]. Revista ANIAV-DEFORMA Cultura Online, 2013.

## Livros Publicados
- Campo de imantação[6]. João Wesley de Souza, Leonardo Guelman, Pierre Crapez. EdUFF, 2004.
- Modelagem[7]. João Wesley de Souza. Gráfica e Editora GSA, 2010.
- A ponte/ El puente.[8] Santiago Vera Cañizares, Federico García Lorca, João Wesley de Souza. Editorial Universidad de Granada, 2012.
- Inmateriales[9], Santiago Vera cañizares, Joao Wesley de Souza, Editorial Universidad de Granada 2013.
- Escultura – uma genealogia para a atualização do termo[10]. João Wesley de Souza. SEAD/UFES, 2017

## Curadorias e apresentação de exposição
- Terceiro espaço. Exposição de Maria Cherman, Museu do Ingá, Niterói, 1997.
- Suzi Coralli, Curadoria – pinturas. Exposição individual de Zuzi Coralli na Galeria Lana Botelho Artes Visuais, (2001 : Rio de Janeiro, RJ).
- Niterói Arte Hoje, Curadoria  – Fronteiras Espaciais,  Museu de Arte Contemporânea de Niterói (MAC-Niterói), (2002: Niterói, RJ).
- Teoria do Erro. Exposição individual de Mauro Bandeira na galeria Lana Botelho Artes Visuais (2004: Rio de Janeiro, RJ).
- O que não se entende, sem peso, Curadoria - Exposição individual de Rinaldo Silva na Galeria Lana Botelho Artes Visuais (2004: Rio de Janeiro, RJ).
- Las quillas del tiempo. Exposição de Mariana Canepa, ARTIUM, Galería de Arte y Centro de Restauración, Santiago, Chile, 2004.
- Quilhas do tempo. Exposição de Mariana Canepa, Galería Valu Oria, São Paulo, 2004.
- 20 por 20, Lugar de Encontros. Exposição coletiva, Galeria do Atelier da Imagem, Rio de Janeiro, 2004.
- Pintura Fora da Pintura Exposição de Fernando Augusto, Palácio das artes, Belo Horizonte, 2008.
- O original é o natural. Exposição de Chrystiane Correa no Centro Cultural Pascoal Carlos Magno, Niterói, 2011.
- Imagens Posteriores. Exposição de Patrícia Gouvêa, Galeria Lana Botelho Artes Visuais, Rio de Janeiro, 2012.
- Inmata. Exposição de Marilú Andrasan no Centro Culrural Pascoal Carlos Magno, Niterói, 2012.

## Obras artísticas

### Centro Cultural Brasil Estados Unidos,IBEU,Rio de Janeiro.
A Oficina de Escultura do Ingá tem contribuído anualmente com alguns artistas militantes no Brasil. Sem sombra de dúvida o resultado tem sido compensador e sem falsa modéstia temos formado excelentes artistas. João Wesley é a última aquisição. Chegou, via faculdade de arquitetura, com alguns trabalhos de aula em 3D, mas que já continham um potencial instigante a ser trabalhado. É surpreendente a sua evolução. No começo me divertia a semelhança das suas soluções com a minha escultura, sobretudo porque sabia que ele não conhecia a minha obra. Impressiona nas obras expostas a feitura impecável, entretanto, o que mais me toca é a criança que ainda existe nele. Se atentarmos bem para os trabalhos expostos é patente à presença do lúdico. João Faz hoje a primeira exposição individual e acreditamos ser a primeira de uma série.
Haroldo Barroso Beltão.1989.

### João Wesley de Souza,CCP Carlos  Magnus e Museu do Ingá
João Wesley é um jovem escultor surgido da Oficina de Escultura do Ingá, de onde tem florescido uma novíssima e consciente geração voltada para a arte tridimensional em nosso país. Com pouco mais de três anos de trabalho, o artista, que vem da arquitetura, e talvez por isso mesmo entende as imensas possibilidades que a forma escultórica oferece a uma sensibilidade receptiva como a sua. Principalmente no que diz respeito à ludicidade. João Wesley concebe suas formas como se elas fossem reflexos da infância perdida, proporciona ao espectador inúmeras soluções formais para o mesmo trabalho; passeia, por assim dizer, por todas elas com o encantamento próprio da criação.
Geraldo Edson de Andrade Museu do Ingá, Niterói. 1991

### O índio, o engenheiro e a música das estrelas.Galeria Espaço Universitário, GAEU,Vitória.
"Ora (direis) ouvir estrelas (...) e eu vos direi, no entanto", que na parede rodavam discos (como os velhos LPs de vinil) que pareciam tocar música de estrelas. Música visual, feita de silêncio, gerada em imagens como que captadas em viagens ao centro da terra, ao fundo do mar ou aos limites da galáxia. Pela via da memória me acorre uma imagem: com a cabeça colada ao chão, um índio ausculta movimentos e ruídos subterrâneos. Ouvir a Terra: se para nós não se coloca de todo "a impossibilidade patente de pensar isso", como se refere Foucault à fascinante classificação borgiana dos animais, outra parece inapelável: dos desertos do nosso racionalismo ocidental, não nos é possível vivenciar efetivamente isto. O abismo (ainda) é imenso. Virando a página do mesmo almanaque da infância, outra ilustração: com as planilhas de um projeto desdobradas na mão e um canudo de papéis debaixo do braço, um engenheiro explica a outro, de capacete de proteção como ele, o funcionamento de algo que aponta - uma máquina talvez - e que não podemos ver. Em algum lugar entre o índio e o engenheiro penso encontrar João Wesley construindo suas máquinas utópicas. Qual a função dessas máquinas estranhas, aparentemente incompreensíveis? Intrigantes: há algo do espírito das feiras de ciências colegiais nesses engenhos. Uma pista: se, transplantados para o interior da galeria, tais dispositivos adquirem o estatuto de obras de arte, esculturas, portanto, não podem, no entanto ser dissociados das imagens que se projetam delas na parede. Produz-se assim uma relação semelhante a que liga a matriz da gravura a sua impressão. Com a seguinte - e fundamental - diferença: aqui a "matriz" não é apenas meio para se chegar à imagem projetada: é parte constitutiva do trabalho, tão importante quanto ela. O trabalho vive desta ambivalência: existe entre essas duas instâncias. Não só a coisa, nem só sua imagem. Reunidas, mas não reunificadas, problematizam a questão da perda da aura, nos termos formulados por Walter Benjamim: com a fotografia a coisa deixou de ter em sua própria presença a condição sine qua non de sua visibilidade. Ora, segundo Vilém Flusser, com o advento das imagens técnicas - a fotografia sendo apenas a primeira dentre elas - inverte-se o sentido do vetor de produção de significados no Ocidente: se os grandes conjuntos de textos - a ciência ocidental dentre eles -, pretendiam explicar o real, retirando uma verdade absoluta do mundo, as imagens técnicas, descrentes dessa verdade única e superando a perplexidade da visão do abismo da falta de sentido que se lhes deparava então, se propõem a projetar novos significados - novas verdades pragmáticas - para o mundo. Neste novo horizonte paradigmático, ainda segundo Flusser, teremos a "ciência como uma entre as artes", já que a arte "sempre procurava conferir significado", o que "nos obrigará a repensar os conceitos "verdade" e "conhecimento". Como metáforas deste novo dispositivo, os engenhos de JW, revertem o processo de diluição do real inerente ao Mito da Caverna platônico. Se para Platão a arte, uma imitação da realidade que, por sua vez, imitava a ideia, esta sim verdadeira, não passava da cópia de uma cópia, duplamente desvalorizada, portanto, nessas imagens projetadas de JW o percurso é o oposto, de densificação: compreender o mundo como ele se mostra, pondo em exercício uma ciência do concreto que se faz a partir das coisas e com elas, leva o autor a, poeticamente, projetar novas possibilidades para o real. Projetadas nas paredes da galeria, e projetoras de novos sentidos, essas imagens são, também, reflexivas nas duas acepções da palavra: simultaneamente produtoras de reflexo e de reflexão. Todavia é preciso não se deixar paralisar pela beleza rara dessas imagens. Não: este efeito colateral, por assim dizer, acarretaria no seguinte prejuízo: encantados pelo reflexo, imobilizados em seu deleite, nos afastaríamos das trilhas da reflexão. Perderíamos o principal: no campo deste horizonte reflexivo, João Wesley opera, articulando seus mecanismos: a inversão vetorial que catapulta o sentido para o futuro permite à arte e à ciência - irmanadas entre si e, também, à ética - inventar novos mundos, a partir de uma nova consciência política. JW percebe ser preciso trazer à luz uma certa positividade, para além da estreiteza dos positivismos de uma ciência que, segundo Merleau-Ponty, "manipula as coisas e renuncia a habitá-las" e que "só de longe em longe se defronta com o mundo real" (não pensou Kant a possibilidade de tornar-se o estético uma ponte entre o ético e o cognitivo?).
Um novo pensamento para as ciências: sai Bacon e entra Lavoisier: comandar a Natureza? Não: colaborar com ela. Domar as águas? Não: ouvi-las. Sujeitar as forças naturais? Não: compreendê-las. E se aliar a elas - somos parte delas. Agora entendemos (somos forçados a isso): nada se perde, tudo se transforma. Dos artistas, cientistas e filósofos - criadores - uma nova responsabilidade exige que se indaguem: em quê? Arrisco dizer que há, sim, algo de místico, na empreitada de JW, mas de um "misticismo positivo" , como o paradoxal que sugeria Schoenmaekers, o filósofo de Mondrian. Mas, se há aí algum movimento de transcendência, este não seria da ordem do metafísico, porque se dá nas coisas e com elas e não para além delas. Porque João Wesley, um espírito prático, tem muitos planos, planos poéticos, mas todos desse mundo, como, por exemplo, tatuar no próprio braço o mapa de uma floresta (já) plantada por ele. Interessado nos mistérios do subterrâneo, lança raízes perscrutantes. Os seus não serão jogos de superfície: não a aparência do mundo, mas seus mistérios. Não a pele visível das coisas, mas as veias e artérias pulsantes do real. No ritmo da música das esferas celestiais. Debruçado sobre a Terra é isso que o índio João, num paradoxo, ouve e entende: música das estrelas. Apontando para as estrelas, é isso que o engenheiro Wesley projeta: as máquinas que permitirão ouvir sua música. E nossas janelas não se abrirão para um "céu deserto". Texto de apresentação da exposição individual.
Ricardo Mauricio Gonzaga. Galeria Espaço Universitário, GAEU. Universidade Federal do Espírito Santo, UFES, Vitória, ES. 2007.

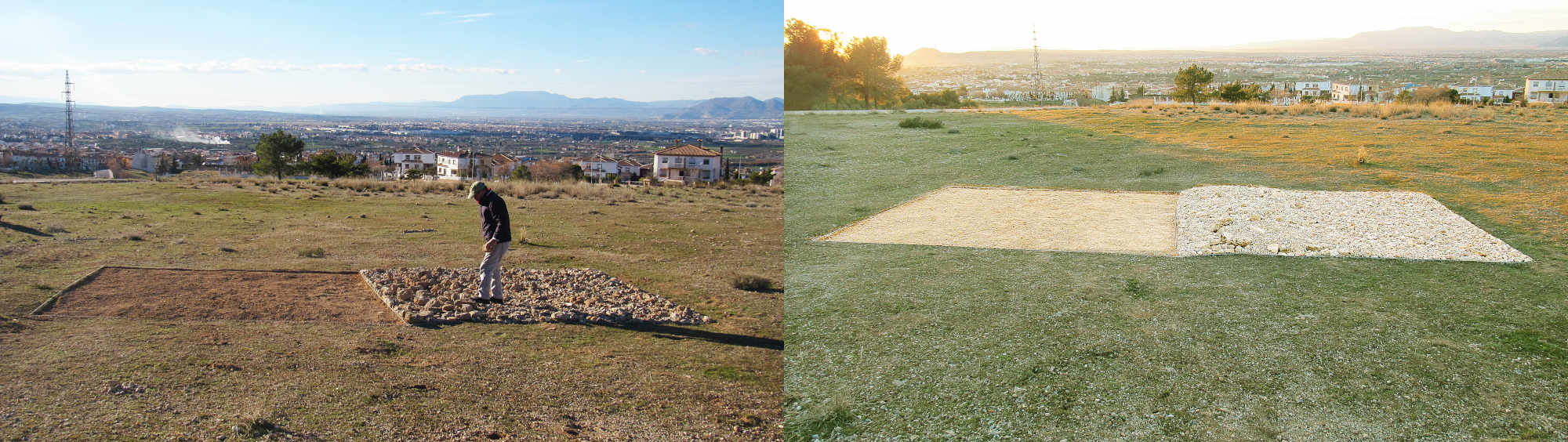
Tierra a la Vista -  Libro abierto (Terra a vista- o livro aberto), La Zubia Granada Espanha. 2019. Link:
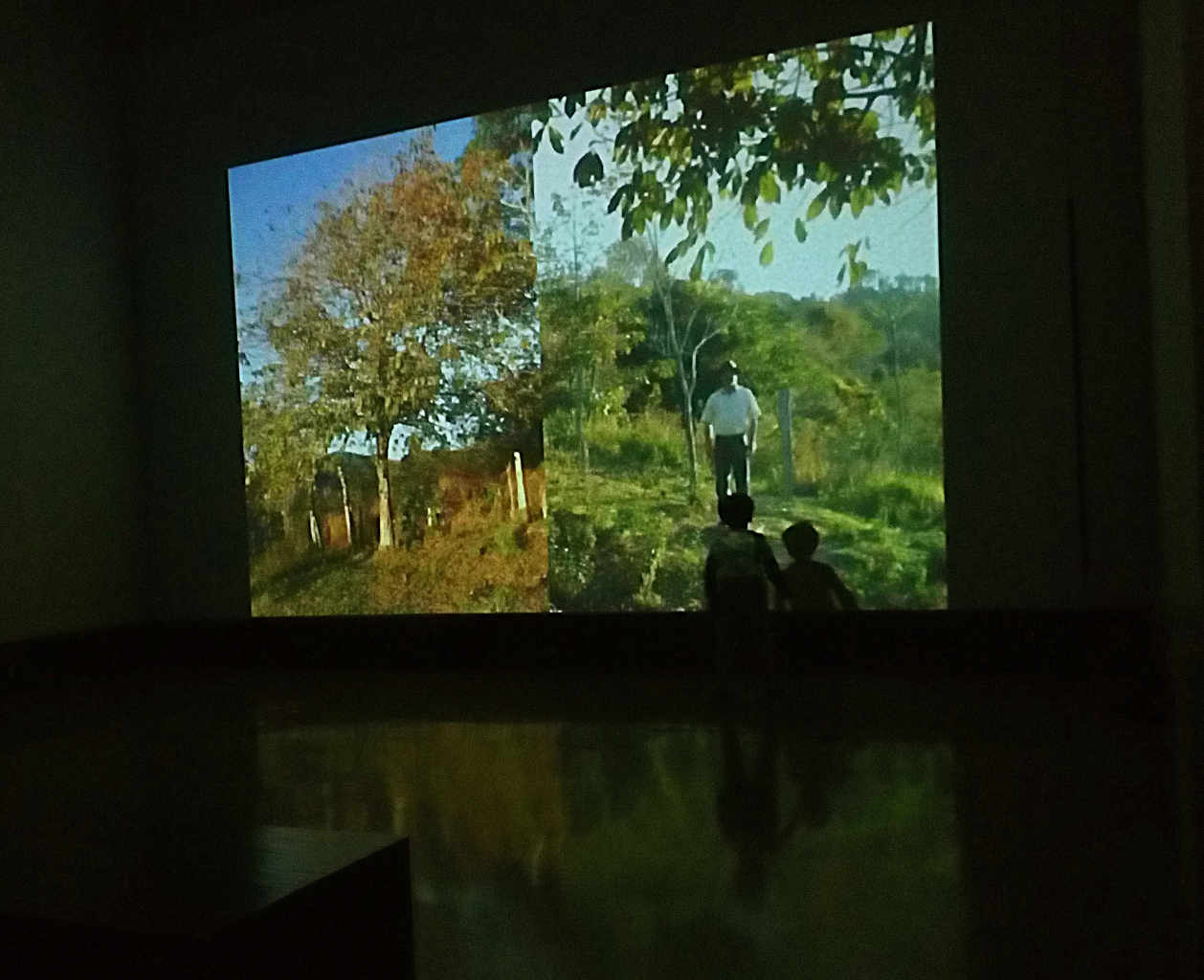
MOVIE- Uma Experiência com o tempo. Vídeo instalação. 2017. Link.
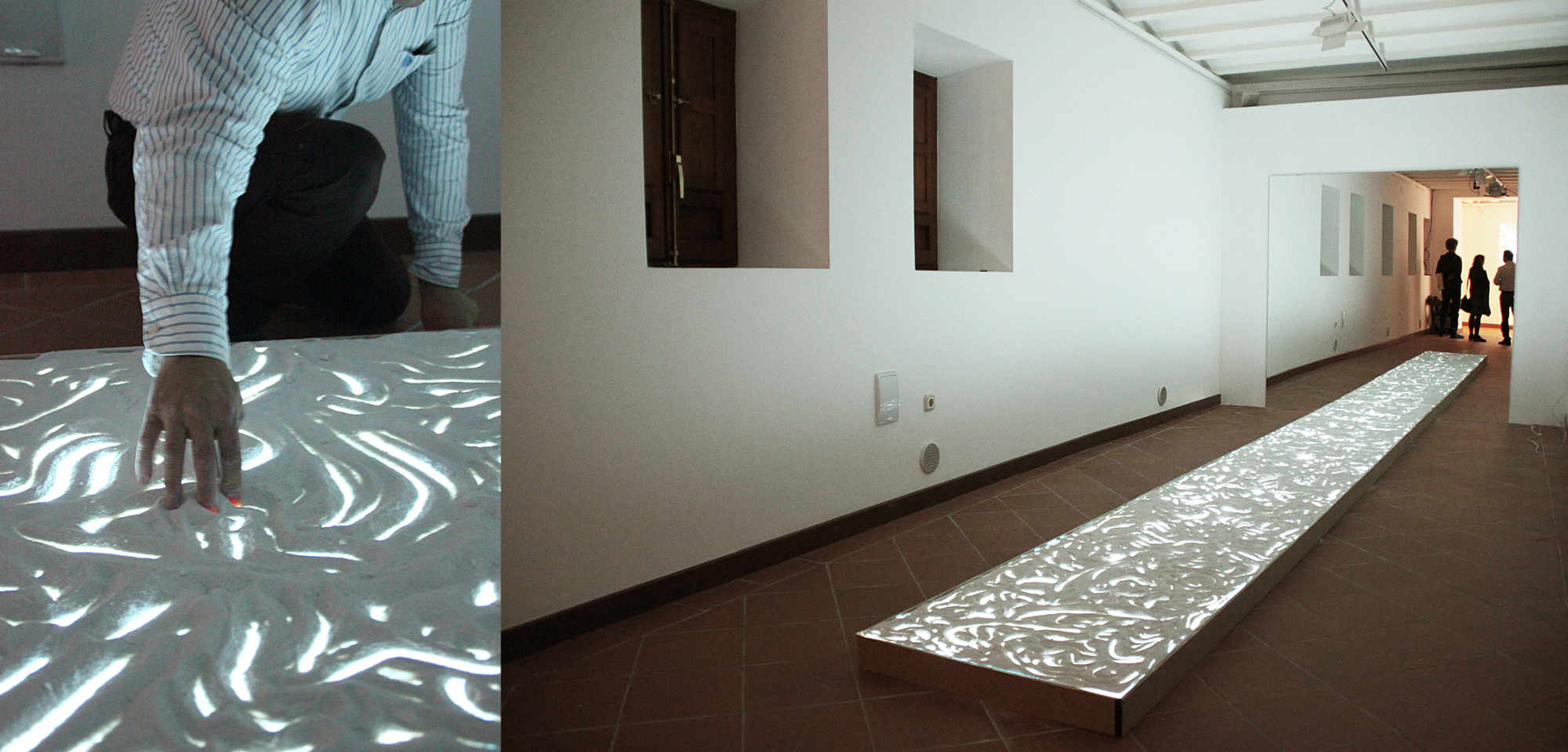
Transcendências - Tropical Light, instalação, 2010 / 2013. Link. Almerinda Silva Lopes.
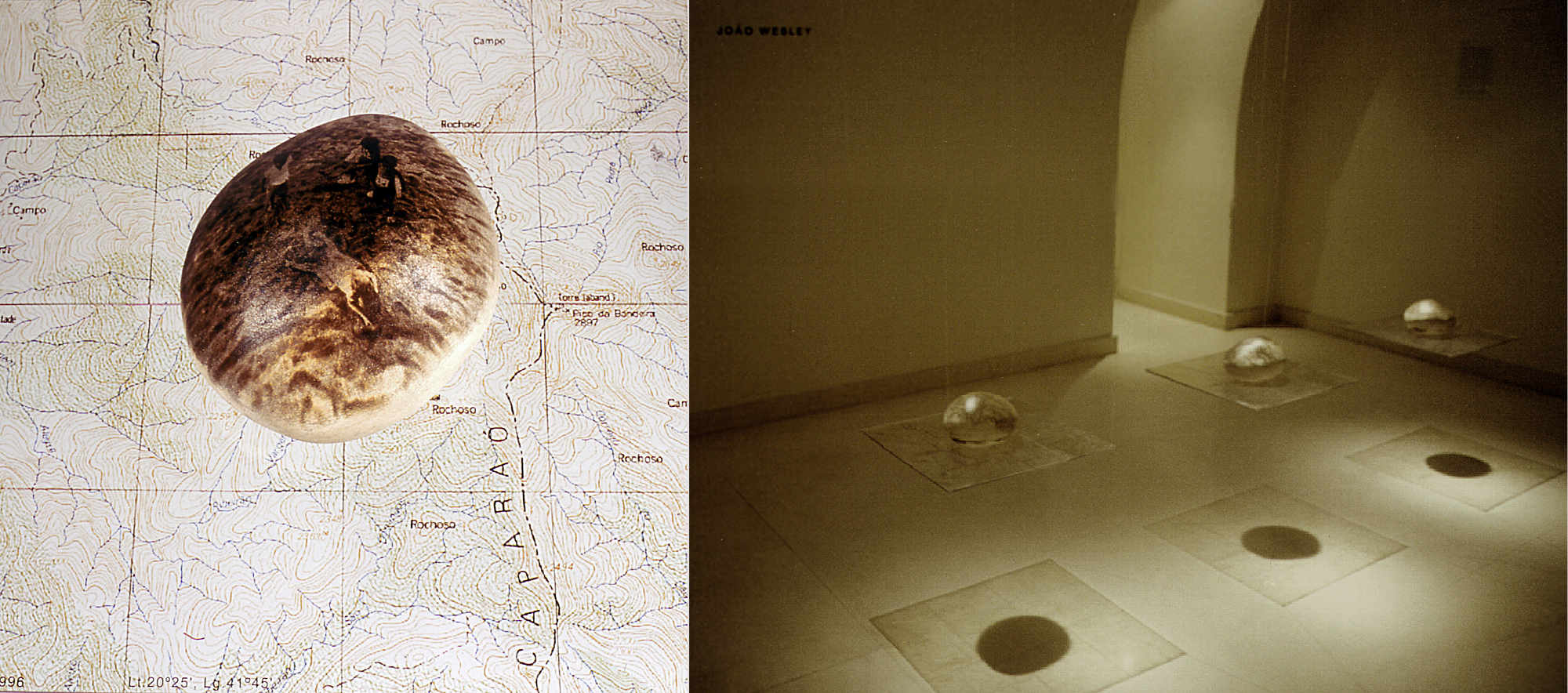
En Matiere de Nature. Pierre Violet, foto-objeto instralados. Maison de L'Amérique Latine, Paris França, 2002. Link. Rafael Pic.
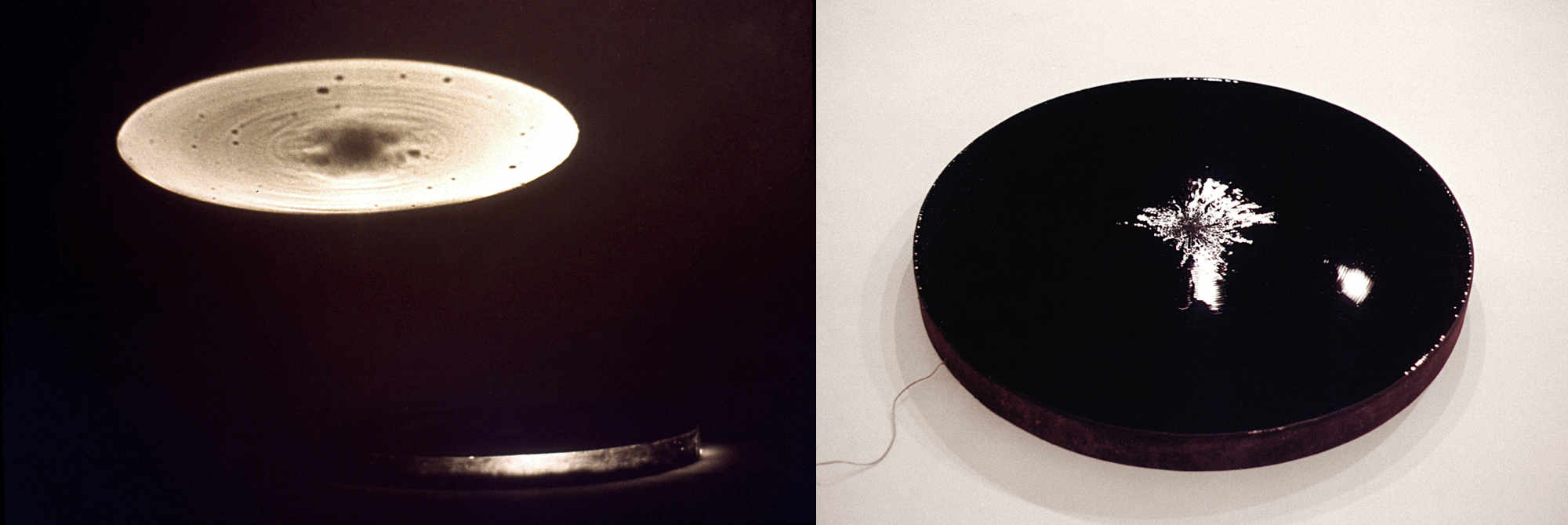
Maquinas de Arte. New Cosmos, Instalação com ferro, água e equipamentos eletrônicos e luz, 500 x 600 cm. 1999. Link, Frederico Moraes.
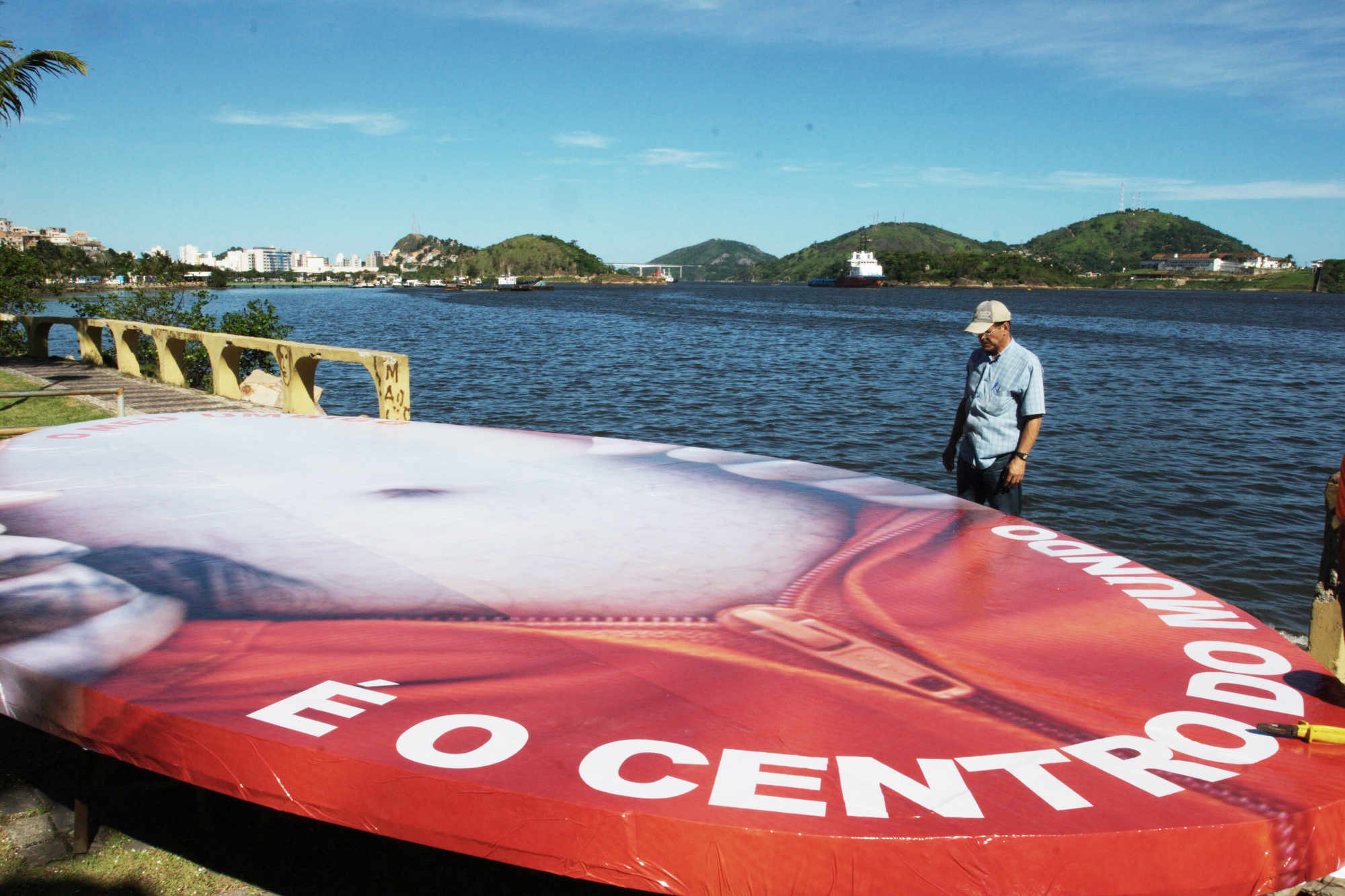
João Wesley de Souza e Sandro Novaes.. O meu umbigo é o centro do mundo. Intervenção Urbana. Imagem aplicada sobre flutuante instalado na baia de Vitória. 500 x 800 cm, 2008. Link.